# Simões Margiochi
Francisco Simões Margiochi (Lisboa, 22 de Dezembro de 1848 — Lisboa, 6 de Outubro de 1904), conhecido por Simões Margiochi, foi um agrónomo, autor de notáveis artigos sobre agricultura no Jornal do Comércio, e político que, entre outras funções, exerceu o cargo de par do reino, vereador (1872 a 1875) e presidente (1890) da Câmara Municipal de Lisboa e provedor da Casa Pia (1889 a 1894).